# Азотирование стали
Азотирование стали — насыщение поверхности стальных деталей азотом для повышения твердости, износоустойчивости и коррозионной стойкости. Так же при качественном процессе ионно-плазменного азотирования шлифованные поверхности приобретают лучшие триботехнические свойства — то есть уменьшается коэффициент трения.

## Общие сведения
При азотировании образуются ионы азота, которые поглощаются поверхностью стальных деталей с образованием твердого раствора азота в матрице металла, нитридов железа и нитридов легирующих элементов
Различается низкотемпературное (500—590 °C) азотирование, при котором железо остаётся в α-фазе, и высокотемпературное (выше 590 °C) азотирование, приводящее к эвтектоидному превращению γ ↔ α + γ' в системе «железо-азот». Для сталей, как правило, используется низкотемпературное азотирование в диапазоне температур 500—540 °C. Высокотемпературное азотирование используется для упрочнения поверхности жаропрочных сталей и для повышения коррозионной стойкости обычных сталей.

## Основные типы азотирования

### Газовое азотирование
Исторически возникшая первой технология. Создана в России в начале XX века Н. П. Чижевским.
Деталь размещается в печи, объём которой наполняется газообразным аммиаком, либо смесью аммиака с азотом или углеродсодержащими газами. При нагреве аммиак разлагается с выделением атомарного азота, который при высокой температуре путём диффузии проникает в поверхностный слой стали и соединяясь с атомами железа образует корку твёрдых нитридов.

### Ионно-плазменное азотирование
Исторически более поздняя технология. Внедрялась в промышленность с 1990-х годов.
Деталь размещается в камере, в которой создается технический вакуум, а затем в объем камеры вводятся нужные газы: азот, аргон, водород и другие. Далее в камере вакуумного реактора путем подачи высокого электрического напряжения создается коронный тлеющий разряд. Катодом служит сама обрабатываемая деталь. Именно сила электрического разряда приводит к усиленной диффузии атомов азота в поверхность обрабатываемой детали. Процесс идет заметно быстрее, чем при газовом азотировании и при пониженных температурах: примерно 500—550 °C.

## Сравнение технологий азотирования
В последние два десятилетия количество установок ионно-плазменного азотирования заметно увеличивается. Это обусловлено тем, что в них не применяется аммиак и процесс азотирования идет при сниженных температурах. Понижение температуры процесса позволяет избежать появления в детали температурных напряжений с дальнейшим изменением геометрии деталей. Это дает возможность азотировать детали, которые механически уже обработаны в размер, без дальнейшей финишной обработки. Также отсутствие в установке ядовитого, дающего толчок к активной коррозии элементов самой установки и пожароопасного аммиака позволяет упростить и удешевить процесс азотирования деталей.

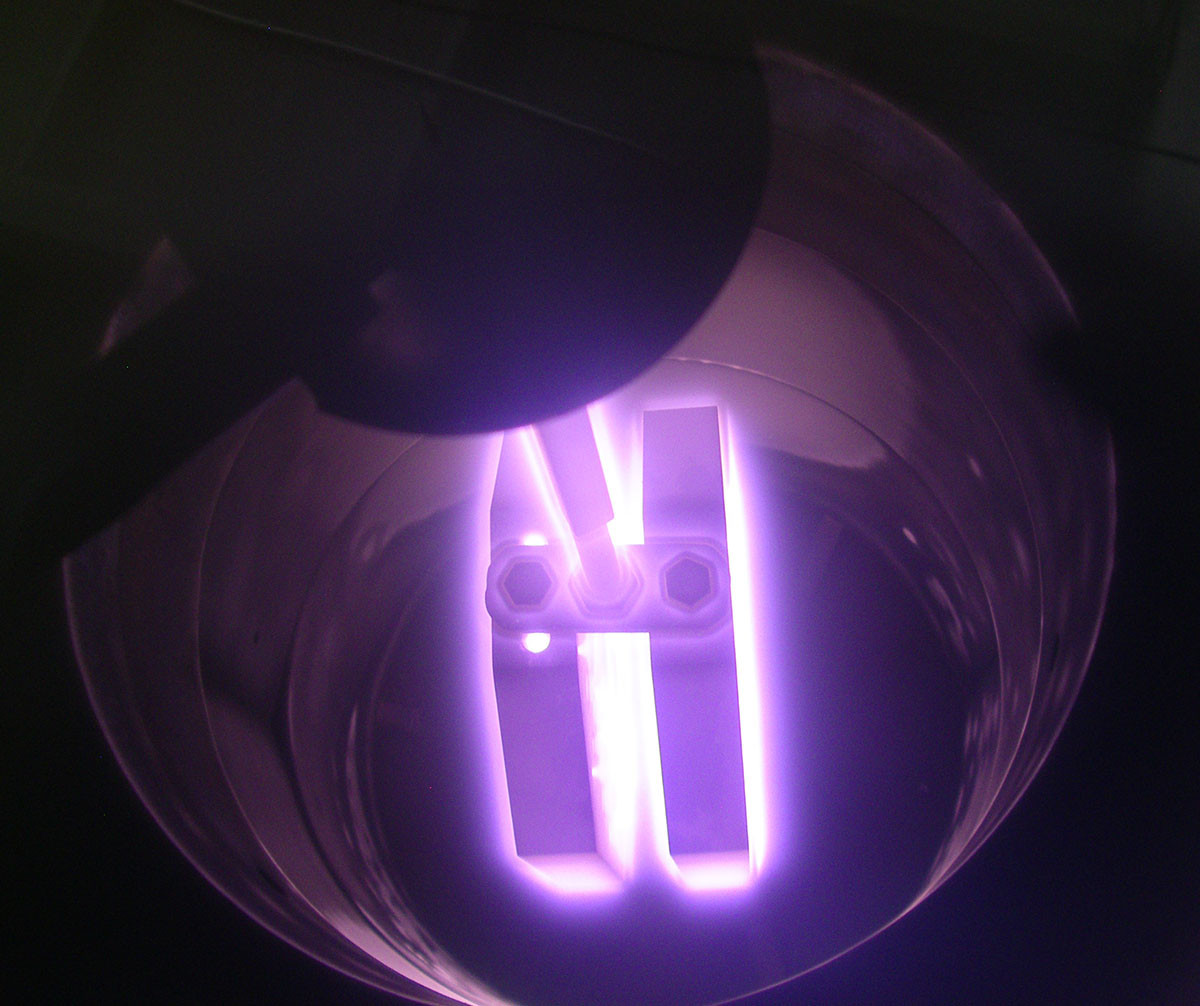
Азотирование стальной детали -виден коронный разряд